# Stålkvarnesjön
Stålkvarnesjön är en sjö i Skövde kommun i Västergötland och ingår i Göta älvs huvudavrinningsområde.